# Arketurki
Arketurki fou una seca de moneda ibèrica localitzada en algun punt encara desconegut de la conca del riu Segre o de l'Ebre. Segons Pérez Almoguera, es trobaria a prop de la Seu d'Urgell, ja que Úrki seria l'origen etimològic del topònim.
Durant el segle ii aC encunyà dos tipus de moneda de bronze amb inscripcions de l'alfabet ibèric, l'una a principis de segle i l'altra a finals.